# Felfüged
Felfüged (Ciugudu de Sus), település Romániában, Erdélyben, Fehér megyében.

## Fekvése
A Maros egyik jobb oldali mellékvize mellett, Tordától délnyugatra, Nagyenyedtől északkeletre, Székelyhidas, Marosörményes és Alfüged közt fekvő település.

## Története
Felfüged, Füged nevét 1453-ban említette először oklevél p. tres Fyged néven.
1523-ban Felsewfyged, 1733-ban Felső-Csugul (Csugud), 1750-ben Felső-Csugud, 1760–1762 között Felső Füged, 1808-ban Füged (Felső-), Oberfigid, Csákádá de Szusz, 1913-ban Felfüged néven írták.
1910-ben 596 lakosából 9 magyar, 547 román, 35 cigány volt. Ebből 582 görögkatolikus volt.
A trianoni békeszerződés előtt Torda-Aranyos vármegye Felvinci járásához tartozott.

## Hivatkozások

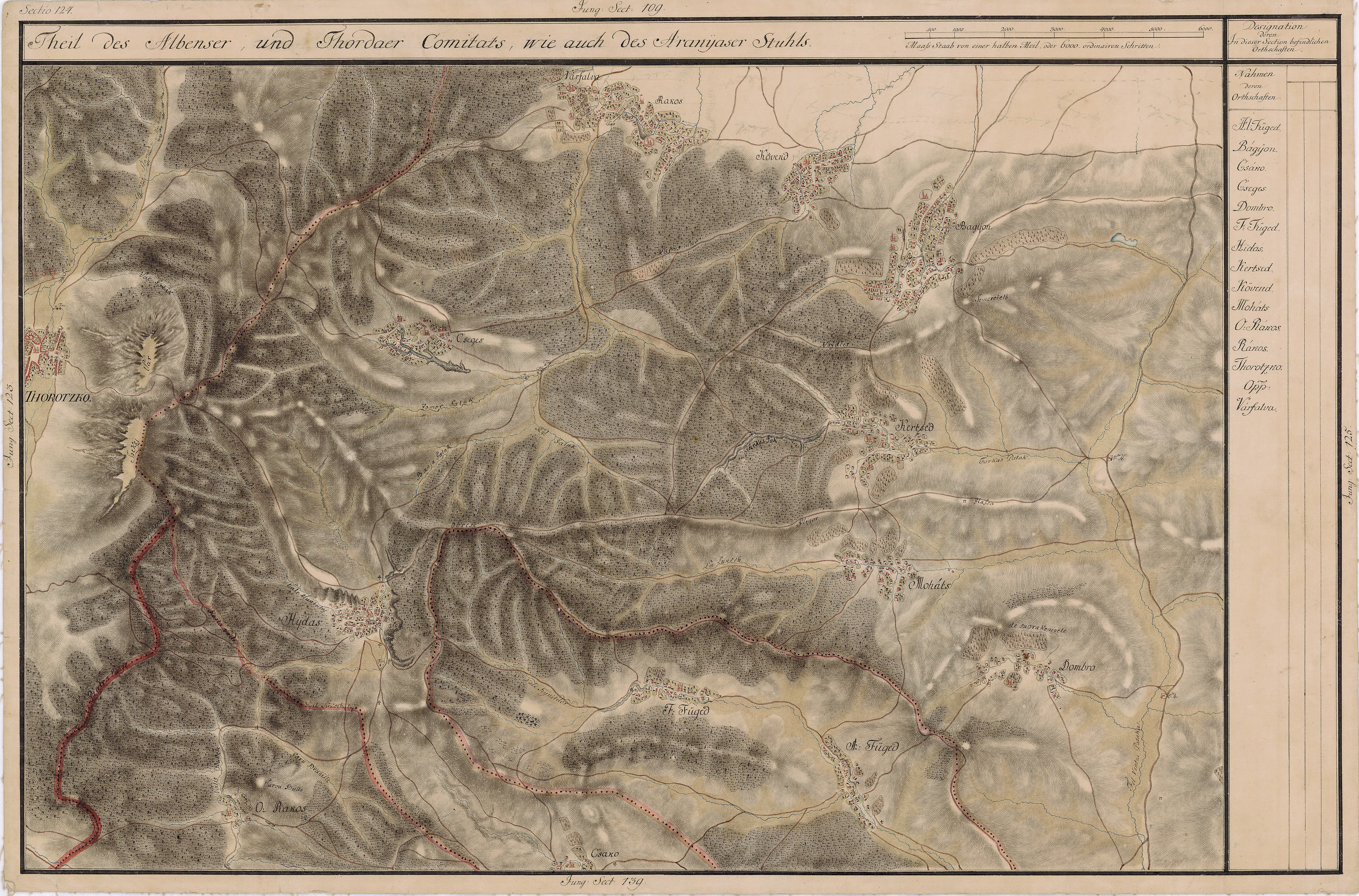
Felfüged egy régi térképen